# Lise Mackie
Lise Mackie (n. 10 august 1975, Te Kūiti⁠(d), Manawatū-Whanganui Region⁠(d), Noua Zeelandă) este o înotătoare australiană, medaliată olimpică. A participat la 2 ediții ale Jocurilor Olimpice (1992, 1996) în care a câștigat două medalii de bronz.